# 〜ジョーデキ!POP COMPANY〜POP屋
〜ジョーデキ!POP COMPANY〜POP屋（ジョーデキ ポップカンパニー ポップや）は2008年4月7日（日付上は4月8日）から9月22日（日付上は9月23日）までフジテレビで放送されていたバラエティ番組。ジョージア一社提供番組。

## 概要
様々なジャンルのジョーデキ（上出来）さんを発掘・発見・育成するコンセプトの番組。司会進行役はココリコの田中直樹で、パネラーの大槻一人・佐田真由美・山本裕典らがコメント・イラスト等で品評する。司会の田中は当番組スタッフがかつて携わっていた番組「ココリコミラクルタイプ」終了から半年ぶりにフジテレビのレギュラー番組に復帰している。
放送に使われているセットは、全体的に黄色が多く使われており、田中直樹の席付近にも黄色が目立っている。
レギュラー社員の席は、12色のペンが目立っており、そのペンは席の机の前のほうに立ててある（そのペンは使う事は出来ない。所謂置物である。しかし第3回から長テーブル席にパネラー陣が座るように模様替えされわずか2回で消える形となった）。
当初はゲストを呼ぶことはなかったが、5月26日（日付上は5月27日、以降関東地区の放送基準）からゲストを1名・1組呼ぶようになった。
ジョージアのキャンペーンも兼ねていたため、元々半年間限定の番組だった。
2009年4月より月～木曜日の10分間、ジョージア提供の『芸能人こだわり王講座 イケタク』が開始された。

## 出演
司会
- 田中直樹（ココリコ）（ジョーデキ!文化芸能人）

レギュラー社員
- 大槻一人（ジョーデキ!アーティスト）
- 佐田真由美（ジョーデキ!女優）
- 山本裕典 （ジョーデキ!イケメン俳優）

コーナー出演
- 家城啓之（カリカ）

（）内は番組内で用いられている肩書き。

## 主なテーマ （開発ソフト）
芸人マンション
都内の某所にお笑い芸人（お笑いタレント）が住んでいるという設定で様々なハプニングを織り交ぜた構成で第2回から始まったコーナーでこれまでゴリ（ガレッジセール）と濱口優（よゐこ）など多数がVTR出演している。
謎のツッコミゲーマー
初回から行われているコーナーで、ファミコンなどのゲームに対して難易度の高くやられがちの画面に対しゲームを行う人間がツッコミを入れるというもの。表面上この声の主は誰かとは明かしていないが、田中他出演陣が「もしかしてあの人が？」と仄めかす会話なども行っている。
POP屋発アイドルユニット
グラビアアイドルの南明奈・秋山莉奈・小阪由佳の3人がアイドルユニット「Peachy's」（ピーチーズ）を組み、曲を発表。2008年5月31日に池袋・サンシャインシティの特設ステージで行われたイベントの模様を「Peachy`sの秘密・重大発表」と称して6月16日に放送し、実は「くちパクアイドル」であることを明かした。この歌を歌っているのはPeachy`sの3人ですらない別の人物だと、進行役の田中がパネラーの佐田に耳打ちでひっそりと教えていた。本当の歌い手が誰なのかは公表されていなかったが、笑っていいとも!に3人が出演した際に、司会のタモリと出演したコーナーの進行をしていた千原ジュニアに耳打ちし、それを聞いた二人がかなり驚いた様子を見ることから相当、有名な歌手であることがうかがえた。
2008年8月26日のお台場冒険王でのイベントにて、歌っていた3人が森三中であったことが公表された。
わらってごらん
漫画家の漫☆画太郎作による、有名人を描いたもので様々な不機嫌そうな顔を独自の目線で笑顔に変えるというものだが一線を超えてしまいそれを笑いへと繋げて行く。主にヒラリー・クリントンや福田康夫首相などの政界の人物中心でパネラーの佐田やPeachy'sの3人もこちらのモデルになっていた。
注目職業カタログ
田中扮する毎回異なる職業の社員がいつも的外れなことを行い、上司若しくは客人（演・家城啓之）に叱られながら職業案内するもの。最後に部長若しくは別の客人の人物にジョージアのコーヒーを差し出さる等に元気付けさせられ、田中の「上出来、上出来」の台詞で締めるもの。なおこれは番組オリジナルのジョージアのCMの一つでもある。

## スタッフ
- 構成：鈴木おさむ、石原健次、オークラ、大井達朗
- TD／SW：坂本淳一
- カメラ：横山大輔
- VE：富澤貴啓
- 音声：吹野真穂
- 照明：安藤雅夫
- PA：佐々木洋
- 編集：一ノ瀬勝（笑カンパニー）
- MA：中村和弘（笑カンパニー）
- 音響効果：松長芳樹（Digitalcurcus）
- CG：田中秀幸（フレイムグラフィックス）
- 美術制作：井上明裕
- デザイン：鈴木賢太、齋田崇史
- 美術進行：西村貴則
- 大道具：松本達也
- 装飾：北川貴啓
- アクリル装飾：児玉希生、松本健
- 電飾：田中信太郎
- 持道具：市橋理恵
- メイク：宗田知子
- 衣裳：横田尊正
- 広報：北野あすか
- デスク：和泉愛
- 編成：坪田譲治、成河広明
- Special Thanks：清水宏泰
- TK：平井冴子
- FD：青木達生
- ディレクター：太田旬、岡田純一、松永健太郎、大平進士、古澤光広
- 演出：飯村徹郎
- プロデューサー：北口冨紀子
- チーフプロデューサー：石井浩二
- 技術協力：八峯テレビ、FLT
- 美術協力：フジアール
- 制作：フジテレビバラエティ制作センター
- 制作著作：フジテレビ

## ネット局
| 放送対象地域   | 放送局           | 放送日時                           | 備考     |
| -------------- | ---------------- | ---------------------------------- | -------- |
| 関東広域圏     | フジテレビ       | 火曜 0時45分 - 1時10分（月曜深夜） | 制作局   |
| 福岡県         | テレビ西日本     | 水曜 1時45分 - 2時10分（火曜深夜） | 8日遅れ  |
| 新潟県         | 新潟総合テレビ   | 木曜 0時35分 - 1時00分（水曜深夜） | 9日遅れ  |
| 北海道         | 北海道文化放送   | 金曜 1時10分 - 1時35分（木曜深夜） | 10日遅れ |
| 近畿広域圏     | 関西テレビ       | 金曜 1時29分 - 1時54分（木曜深夜） | 10日遅れ |
| 中京広域圏     | 東海テレビ       | 木曜 1時05分 - 1時30分（水曜深夜） | 16日遅れ |
| 岡山県・香川県 | 岡山放送         | 木曜 1時40分 - 2時10分（水曜深夜） | 16日遅れ |
| 富山県         | 富山テレビ       | 火曜 1時05分 - 1時30分（月曜深夜） | 21日遅れ |
| 山形県         | さくらんぼテレビ | 日曜 14時35分 - 15時00分           |          |

| フジテレビ 火曜日（月曜日深夜）0時台後半 | フジテレビ 火曜日（月曜日深夜）0時台後半 | フジテレビ 火曜日（月曜日深夜）0時台後半 |
| 前番組                                   | 番組名                                   | 次番組                                   |
| ---------------------------------------- | ---------------------------------------- | ---------------------------------------- |
| コンバット                               | 〜ジョーデキ!POP COMPANY〜POP屋          | 新しい波16                               |